# Afrikanischer Engelhai
Der Afrikanische Engelhai (Squatina africana) ist ein maximal 120 Zentimeter langer Engelhai. Er kommt im Küstenbereich Ostafrikas vor.

## Aussehen und Merkmale
Der Afrikanische Engelhai kann eine maximale Körperlänge von etwa 120 cm erreichen. Wie bei anderen Engelhaien ist der Rumpf stark abgeflacht mit sehr breiten Brustflossen, wodurch die Tiere in der Gestalt eher wie lange Rochen wirken. Die Brustflossen sind jedoch deutlich vom Rumpf abgesetzt, während sie bei den meisten Rochen ansatzlos in den Körper übergehen. Sie haben zwei Rückenflossen und besitzen keine Afterflosse. Der Körper hat eine graue bis rotbraune Rückenfarbe mit zahlreichen hellen und dunklen Flecken. Auf den großen, dreieckigen Brustflossen befinden sich zudem große dunkle Bänder oder Sattelflecken. Der Schwanzansatz ist dunkel, die Umrandungen hell. Auf dem Kopf befinden sich konkav von den Augen über das Maul verlaufend große Dornen.
Die Augen liegen auf der Kopfoberseite, das Maul ist endständig, die äußeren Nasenöffnungen sind mit kurzen Barteln versehen. Die Spritzlöcher sind groß, die Anzahl der seitlich, unten liegenden Kiemenöffnungen beträgt fünf. Die Nasenklappen sind einfach ausgebildet.

## Verbreitung

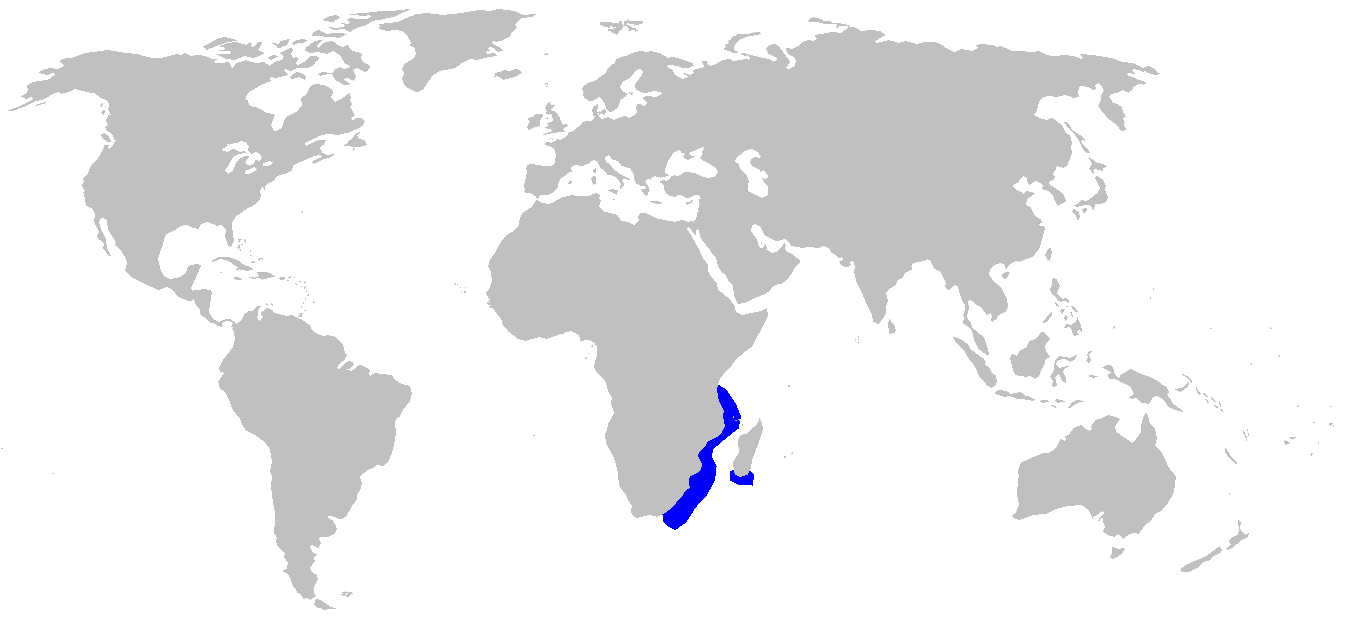
Verbreitung des Afrikanischen Engelhais

Das Verbreitungsgebiet des Afrikanischen Engelhais befindet sich im Küstenbereich Ostafrikas und reicht von Südafrika über Mosambik bis Tansania (evtl. auch Somalia) sowie bis an die Südspitze der Insel Madagaskar.
Er lebt im äußeren Randbereich des Kontinentalschelfs vor allem in Tiefen zwischen 60 und 300 Metern (Maximaltiefe 500 Meter), wobei er vor allem auf sandigem und schlammigem Untergrund vorkommt.

## Lebensweise
Der Afrikanische Engelhai ernährt sich vor allem von kleinen Knochenfischen, Kopffüßern und Krebsen, die er als Lauerjäger auf dem Boden liegend erbeutet. Wie alle Engelhaie ist er ovovivipar – die Eier werden im Muttertier ausgebrütet, bevor die Jungtiere lebend geboren werden. Dabei bringen die Weibchen dieser Art sieben bis elf Jungtiere zur Welt. Die Geschlechtsreife erreichen die Tiere mit einer Körperlänge von etwa 80 Zentimetern bei den Männchen und etwa 90 Zentimetern bei den Weibchen.

## Gefährdung
Eine Einstufung der Gefährdung dieser Art wird durch die International Union for Conservation of Nature (IUCN) mit dem Status potentiell gefährdet („Near Threatended“) in der Roten Liste der gefährdeten Arten ausgewiesen. Beifangzahlen liegen nur für die südafrikanische Region KwaZulu-Natal vor.